# Giovanni Antonio Cucchi

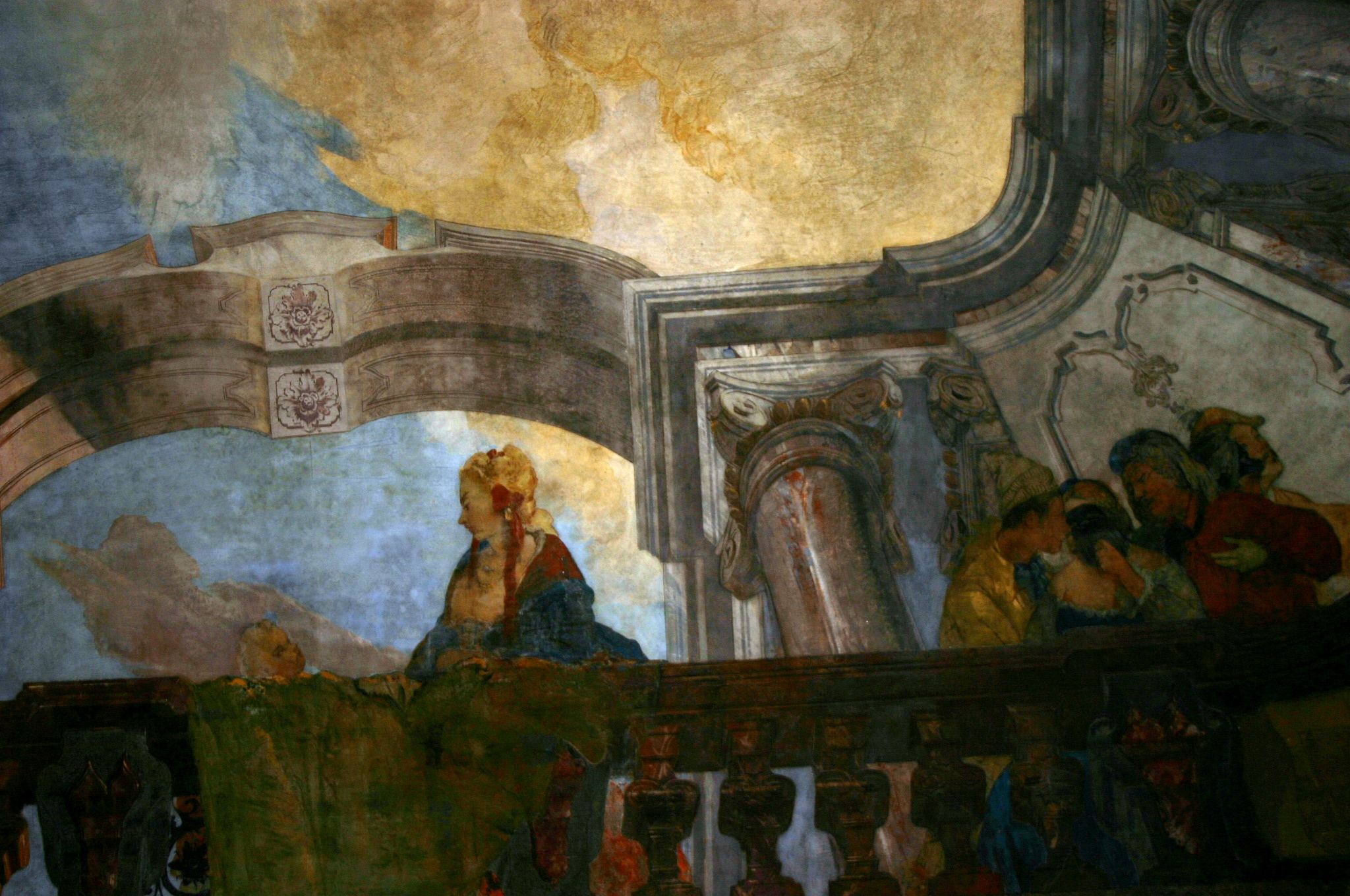
I soffitti di Palazzo Litta a Milano, dipinti con tecnica illusoria da Giovanni Antonio Cucchi

Giovanni Antonio Cucchi (Campiglia Cervo, 17 ottobre 1690 – Milano, 24 settembre 1771) è stato un pittore italiano del periodo a cavallo tra il tardo barocco e il primo neoclassicismo, attivo principalmente a Milano e provincia e nel Piemonte.

## Biografia
Nato a Gli Ondini, frazione dell'attuale Campiglia Cervo, allora in provincia di Vercelli, Giovanni Antonio era figlio di Giovanni Antonio e di Maria Savoia.
Giunse giovanissimo a Milano a seguito di parenti specializzati in campo edile ed iniziò immediatamente i propri studi presso le accademie di pittura locali, specializzandosi in opere di carattere non sacro. In questa direzione ricevette i primi incarichi di rilievo, come la decorazione di alcuni soffitti del Palazzo Litta di Milano, con la tipica tecnica illusoria. Si applicò anche alle pitture di soggetti a carattere mitologico al Palazzo Brentano di Corbetta, assieme ad artisti come Mattia Bortoloni, Giovanni Angelo Borroni (col quale collaborò anche a Villa Alari a Cernusco sul Naviglio) e Ferdinando Porta, tutti pittori coi quali già aveva collaborato a Milano nell'affrescare le sale di Palazzo Dugnani e Palazzo Olevano a Pavia.
Al Cucchi è anche attribuito lo splendido affresco del Salone delle feste di Palazzo Salis a Tirano, opera che realizzò a metà del Settecento a seguito di un incendio che distrusse questa ala del palazzo. Nella realizzazione il pittore sembra si sia avvalso, per le quadrature, della collaborazione del Crivelli.
In Piemonte ottenne alcune commissioni nel biellese, come le pitture per il Santuario di San Giovanni di Campiglia Cervo dove dipinse una Madonna e i santi Mauro e Giovanni Battista e uno Sposalizio di Santa Caterina. Mentre, sempre a soggetto religioso, realizzò alcune tele per la chiesa di San Francesco a Pavia.
Operò in molti casi con l'aiuto della propria scuola. Fra le ultime opere, gli è attribuita a Milano la decorazione delle volte di Palazzo Morando.